# Холандија на Европском првенству у атлетици у дворани 2019.
Холандија је учествовала на 35. Европском првенству у дворани 2019 који се одржао у Глазгову, Шкотска, од 1. до 3. марта. Ово је било тридесет пето европско првенство у дворани на којем је Холандије учествовала, односно учествовала је на свим првенствима до данас. Репрезентацију Холандије представљало је 15 спортиста (8 мушкараца и 7 жена) који су се такмичили у 9 дисциплина (4 мушке и 5 женских).
Холандија је заузела 6 место по броју освојених медаља са 5 медаља (1 златна, 1 сребрна и 3 бронзане.)  У табели успешности према броју и пласману такмичара који су учествовали у финалним такмичењима (првих 8 такмичара) Холандија је са 6 учесника у финалу заузела 9 место са 36 бодова.
| Плас. | Земља     | 1. место | 2. место | 3. место | 4. место | 5. место | 6. место | 7. место | 8. место | Бр. финал.-Бод. |
| ----- | --------- | -------- | -------- | -------- | -------- | -------- | -------- | -------- | -------- | --------------- |
| 12.   | Холандија | 1-8      | 1–7      | 3-18     | –        | –        | 1–3      | -        | -        | 6-36            |

## Учесници
| Мушкарци: - Јорис ван Гол — 60 м - Тони вон Дипен — 400 м - Лимарвин Боневасија — 400 м - Тијмен Куперс — 800 м - Рихард Даума — 800 м - Мике Фопен — 3.000 м - Бењамин Раинеро-де Хан — 3.000 м - Брам Андерисен — 3.000 м | Жене: - Дафне Схиперс — 60 м - Јамиле Самуел — 60 м - Лисане де Вите — 400 м - Морин Костер — 3.000 м - Јулија ван Велтховен — 3.000 м - Надин Висер — 60 м препоне - Аноук Ветер — Петобој |  |

## Освајачи медаља (5)

### Злато (1)
- Надин Висер — 60 м препоне

### Сребро (1)
- Дафне Схиперс — 60 м

### Бронза (3)
- Јорис ван Гол — 60 м
- Тони вон Дипен — 400 м
- Лисане де Вите — 400 м

## Резултати

### Мушкарци
| Атлетичар              | Дисциплина | Лични рекорд | Квалификације | Квалификације | Полуфинале            | Полуфинале            | Финале                | Финале       | Детаљи |
| Атлетичар              | Дисциплина | Лични рекорд | Резултат      | Место         | Резултат              | Место                 | Резултат              | Место        | Детаљи |
| ---------------------- | ---------- | ------------ | ------------- | ------------- | --------------------- | --------------------- | --------------------- | ------------ | ------ |
| Јорис ван Гол          | 60 м       | 6,63         | 6,71 КВ       | 1. у гр. 6    | 6,62 КВ, ЛР           | 2. у гр. 2            | 6,62                  |              |        |
| Тони вон Дипен         | 400 м      | 46,81        | 47,32 КВ      | 2. у гр. 3    | 46,62 КВ, ЛР          | 2. у гр. 2            | 46,13 НР, ЛР          |              |        |
| Лимарвин Боневасија    | 400 м      | 46,26 НР     | 47,86         | 6. у гр. 1    | Нису се квалификовали | Нису се квалификовали | Нису се квалификовали | 17 / 24 (28) |        |
| Тијемен Куперс         | 800 м      | 1:46,21      | 1:48,72       | 3. у гр. 4    | Нису се квалификовали | Нису се квалификовали | Нису се квалификовали | 10 / 33 (34) |        |
| Рихард Даума           | 800 м      | 1:48,90      | 1:50,36       | 6. у гр. 5    | Нису се квалификовали | Нису се квалификовали | Нису се квалификовали | 27 / 33 (34) |        |
| Мике Фопен             | 3.000 м    | 7:53,40      | 7:57,55       | 6. у гр. 2    |                       |                       | Нису се квалификовали | 15 / 33 (34) |        |
| Бењамин Раинеро-де Хан | 3.000 м    | 7:54,53      | 8:11,57       | 14. у гр. 2   | 27 / 33 (34)          |                       | Нису се квалификовали |              |        |
| Брам Андерисен         | 3.000 м    | 7:55,46      | 8:18,30       | 15. у гр. 1   | 31 / 33 (34)          |                       | Нису се квалификовали |              |        |

### Жене
| Атлетичарка          | Дисциплина   | Лични рекорд | Квалификације | Квалификације | Полуфинале   | Полуфинале | Финале                | Финале       | Детаљи |
| Атлетичарка          | Дисциплина   | Лични рекорд | Резултат      | Место         | Резултат     | Место      | Резултат              | Место        | Детаљи |
| -------------------- | ------------ | ------------ | ------------- | ------------- | ------------ | ---------- | --------------------- | ------------ | ------ |
| Дафне Схиперс        | 60 м         | 7,00 НР      | 7,24 КВ       | 1. у гр. 6    | 7,22 КВ      | 3. у гр. 2 | 7,14 ЛРС              |              |        |
| Јамиле Самуел        | 60 м         | 7,14         | 7.34 КВ       | 4. у гр. 2    | 7,31         | 4. у гр. 1 | Није се квалификовала | 25 / 42 (43) |        |
| Лисане де Вите       | 400 м        | 52,43        | 52,56 КВ, ЛРС | 1. у гр. 7    | 52,38 КВ, ЛР | 2. у гр. 3 | 52,34 ЛР              |              |        |
| Морин Костер         | 3.000 м      | 8:44,63      |               |               |              |            | 8:56,22               | 6 /16        |        |
| Јулија ван Велтховен | 3.000 м      | 8:58,28      | 9:14,90       | 13 /16        |              |            |                       |              |        |
| Надин Висер          | 60 м препоне | 7,83 НР      | 7,99 КВ       | 1. у гр. 1    | 7,99 КВ      | 3. у гр. 2 | 7,87 ЕРС              |              |        |

#### Петобој
| Дисциплина   | Аноук Ветер | Аноук Ветер | Аноук Ветер | Аноук Ветер | Аноук Ветер | Аноук Ветер |
| Дисциплина   | Лич. рек.   | Резултат    | Бод.        | Плас.       | Укупно      | Плас.       |
| ------------ | ----------- | ----------- | ----------- | ----------- | ----------- | ----------- |
| 60 м препоне | 8,25        | 8,33 ЛРС    | 1.055       | 4.          | 1.035       | 4.          |
| Скок увис    | 1,77        | 1,75        | 916         | 9.          | 1.971       | 7.          |
| Бацање кугле | 15,45       | 15,40       | 888         | 1.          | 2.859       | 4.          |
| Скок удаљ    | 6,29        | НС          |             |             |             |             |
| 800 м        | 2:24,48     |             |             |             |             |             |
| Петобој      | 4.548       |             |             |             | НЗ          |             |